# Равномерный шум

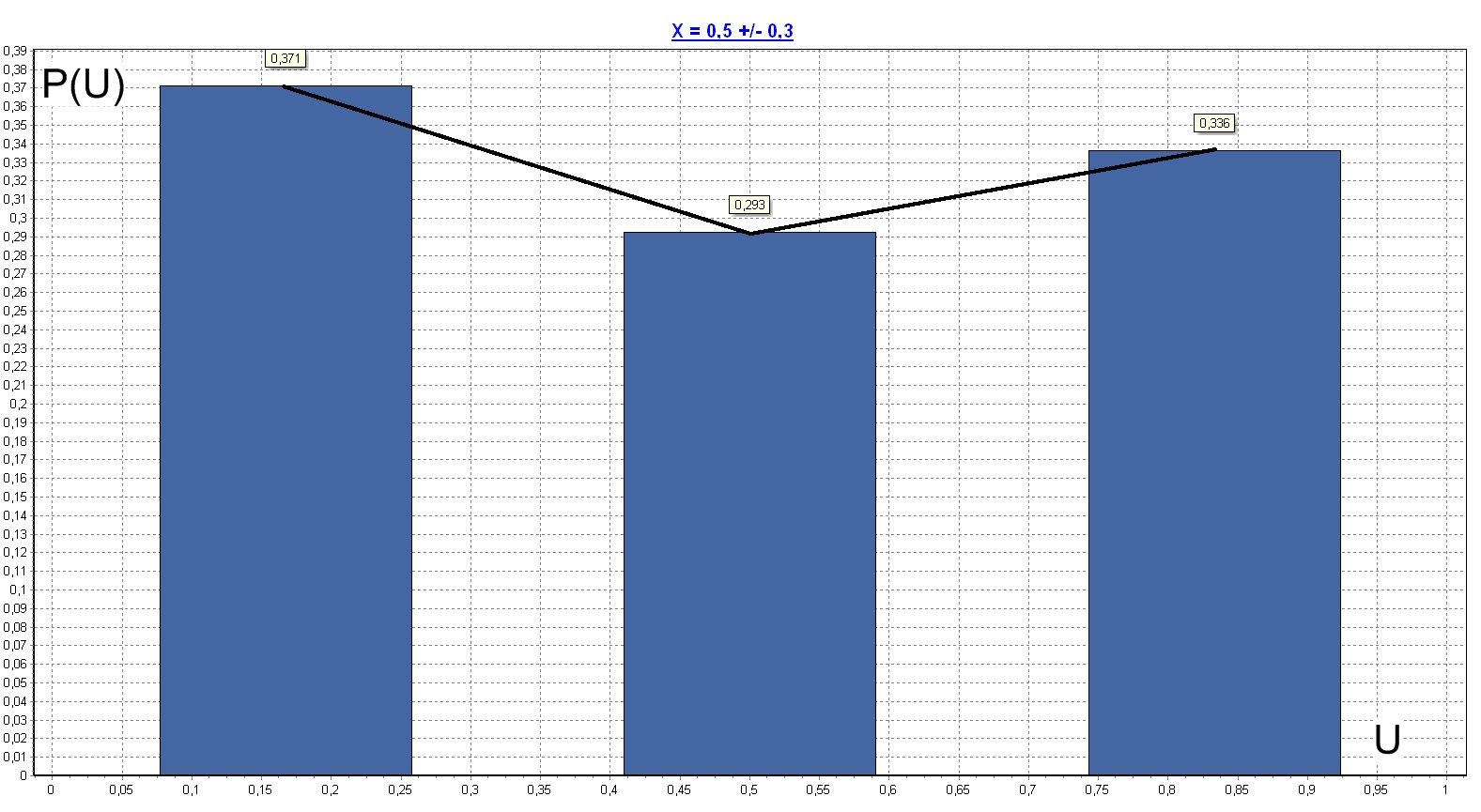
Распределение шума близкого к равномерному

Равномерный шум — шум, у которого плотность вероятности задаётся равномерным распределением, то есть вероятность каждого значения шума одинакова в заданном диапазоне значений.
От равномерного шума следует отличать белый шум, у которого спектральная плотность мощности одинакова во всём диапазоне частот, а плотность вероятности его значений может иметь любое распределение.